# Bitwa na przełęczy Laing
Bitwa na przełęczy Laing – starcie zbrojne, które miało miejsce 28 stycznia 1881 pomiędzy wojskami brytyjskimi i burskimi w trakcie I wojny burskiej.
Brytyjskie wojska podążały w stronę Transwalu, przez Laing's Nek w Górach Smoczych w celu odblokowania oblężonych garnizonów w Transwalu. Wojska dowodzone przez gen. sir George Pomeroy Colley liczyły 1 216 oficerów i żołnierzy, w tym ok. 150 kawalerzystów. Burami, liczącymi ok. 2 000 ludzi, dowodził komendant Petrus Jacobus Joubert.
Bitwa zaczęła się o godzinie 9:25 od ostrzału z 9-funtowego i dwóch 7-funtowych dział gwintowanych brytyjskiej piechoty morskiej. Po dziesięciu minutach główne brytyjskie siły z 58 Regiment zostały skierowane do walki. Brytyjska kawaleria podjęła nieudaną, zakończoną w ogniu burskiego oddziału, próbę zdobycia wzniesienia Brownlow's Kop.
O godzinie 11:00 Brytyjczycy wdarli się na szczyt Table Mountain, na którym doszło do wymiany ognia z małej odległości, dwaj brytyjscy dowódcy tego pododdziału, mjr Hingeston i płk Deane, zginęli, a pododdział wycofał się z wzniesienia. Część Burów zeszła z góry i zajęła walką oddział piechoty morskiej. O godzinie 12:00 bitwa dobiegła końca.
Brytyjczycy stracili 84 zabitych, 113 rannych i 2 zaginionych, zaś Burowie 14 zabitych i 27 rannych.